# Chalcolecta
Genre
Chalcolecta est un genre d'araignées aranéomorphes de la famille des Salticidae.

## Distribution
Les espèces de ce genre se rencontrent en Indonésie à Sulawesi, aux Moluques et en Nouvelle-Guinée occidentale, en Papouasie-Nouvelle-Guinée et en Australie au Queensland.

## Liste des espèces
Selon World Spider Catalog (version 18.0, 20/03/2017) :
- Chalcolecta bitaeniata Simon, 1884
- Chalcolecta dimidiata Simon, 1884
- Chalcolecta prensitans (Thorell, 1881)

## Publication originale
- Simon, 1884 : Note sur le groupe des Diolenii (famille des Attidae) et descriptions d'espèces nouvelles. Annales de la Société Entomologique de Belgique, vol. 28, p. 225-231 (texte intégral).